# Kapuan
Kapuan is een bestuurslaag in het regentschap Blora van de provincie Midden-Java, Indonesië. Kapuan telt 2700 inwoners (volkstelling 2010).